# Itaú Unibanco
Itaú Unibanco je brazilská banka, která byla založena v roce 2008 sloučením bankovních domů Banco Itaú a Unibanco. Tímto spojením vznikla největší finanční skupina na jižní polokouli a 10. největší banka na světě podle tržní hodnoty. Sídlem firmy je São Paulo.